# Cắt Dickinson
Cắt Dickinson (danh pháp hai phần: Falco dickinsoni) là một loài chim lá thuộc chi Cắt trong họ Cắt (Falconidae).
Loài này phân bố ở nam và đông châu Phi. Nó có chiều dài 27–30 cm với sải cánh dài 61–68 cm và trọng lượng 167-246 gram. Con mái lớn hơn khoảng 4% và cân nặng hơn so với con trống 10-20%. Bộ lông chủ yếu là màu xám đậm với đầu và đuôi có màu nhạt.
Phạm vi phân bố của nó bao gồm Mozambique, Zimbabwe, Zambia và Malawi cùng với đông bắc Nam Phi (chủ yếu ở Vườn quốc gia Kruger), phía bắc Botswana, phía bắc-đông Namibia, phía đông Angola, miền nam Cộng hòa Dân chủ Congo và các khu vực của Tanzania. Nó là một khách đến thường xuyên Kenya. Phạm vi tổng số khoảng 3,4 triệu km2. Nói chung là khá hiếm, nhưng thường trong một số khu vực như Zanzibar và các đảo Pemba. Mất cây chà là một mối đe dọa tiềm năng cho loài này.